# Ilos fils de Dardanos
Pour les articles homonymes, voir Ilos.
Dans la mythologie grecque, Ilos (en grec ancien Ἶλος / Ilos) est le fils de Dardanos et de Batia. Il succède à son père sur le trône de Dardanie, mais il meurt sans descendance et son frère Érichthonios lui succède.

## Sources
- Pseudo-Apollodore, Bibliothèque [détail des éditions] [lire en ligne] (III, 12, 1-2).
- Homère, Iliade [détail des éditions] [lire en ligne] (XX, 215-240).